# Тейде (национален парк)
 Тази статия е за националния парк.  За вулкана вижте Тейде.  
Национален парк Тейде е национален парк на остров Тенерифе (Канарски острови, Испания). Паркът е създаден около вулкана Тейде, който е най-високата планина в Испания (3718 m надморска височина). Това е най-посещаваният национален парк в Испания и един от най-посещаваните в света, с повече от 4 милиона туристи годишно. Това е най-посещаваният национален парк в Испания и Европа, а към 2015 г. е осмият най-посещаван в света.
Паркът е създаден през 1954 и през 2007 г. е обявен за обект на Списък на световното културно и природно наследство на ЮНЕСКО. Има площ от 18 990 хектара. На територията на парка се срещат множество растителни ендемити.